# Lavant Cup 1962
Lavant Cup 1962 je bila peta neprvenstvena dirka Formule 1 v sezoni 1962. Odvijala se je 23. aprila 1962 na dirkališču Goodwood Circuit.

## Dirka
| Poz | Št. | Dirkač              | Moštvo                         | Konsturktor     | Krogi | Čas/Odstop    | Št. m. |
| --- | --- | ------------------- | ------------------------------ | --------------- | ----- | ------------- | ------ |
| 1   | 22  | Bruce McLaren       | Cooper Car Company             | Cooper-Climax   | 21    | 30:31.8       | 1      |
| 2   | 6   | Roy Salvadori       | Bowmaker Racing Team           | Lola-Climax     | 21    | + 45.8 s      | 5      |
| 3   | 17  | Tony Shelly         | John Dalton                    | Lotus-Climax    | 21    | + 56.2 s      | 2      |
| 4   | 18  | Keith Greene        | Gilby Engineering              | Gilby-Climax    | 20    | +1 krog       | 9      |
| 5   | 16  | Jay Chamberlain     | Jay Chamberlain                | Lotus-Climax    | 19    | +2 kroga      | 7      |
| 6   | 15  | Graham Eden         | Gerry Ashmore                  | Emeryson-Climax | 19    | +2 kroga      | 10     |
| 7   | 11  | Wolfgang Seidel     | Autosport Team Wolfgang Seidel | Porsche         | 19    | +2 kroga      | 8      |
| Ods | 14  | Gerry Ashmore       | Gerry Ashmore                  | Lotus-Climax    | 12    | Puščanje olja | 12     |
| Ods | 10  | Tony Settember      | Emeryson Cars                  | Emeryson-Climax | 9     | Puščanje olja | 4      |
| Ods | 21  | John Surtees        | Bowmaker Racing Team           | Lola-Climax     | 4     | Trčenje       | 3      |
| Ods | 12  | Günther Seiffert    | Autosport Team Wolfgang Seidel | Lotus-Climax    | 3     | Trčenje       | 11     |
| DNS | 19  | John Campbell-Jones | Emeryson Cars                  | Emeryson-Climax | 0     | Motor         | (6)    |
| WD  | 24  | Ross Greenville     | Ross Greenville                | Cooper-Climax   |       |               | -      |